# Liste der Bodendenkmäler in Gnotzheim
Auf dieser Seite sind die Bodendenkmäler in dem mittelfränkischen Markt Gnotzheim zusammengestellt. Diese Tabelle ist eine Teilliste der Liste der Bodendenkmäler in Bayern. Grundlage ist die Bayerische Denkmalliste, die auf Basis des Bayerischen Denkmalschutzgesetzes vom 1. Oktober 1973 erstmals erstellt wurde und seither durch das Bayerische Landesamt für Denkmalpflege geführt wird. Die folgenden Angaben ersetzen nicht die rechtsverbindliche Auskunft der Denkmalschutzbehörde.

## Bodendenkmäler
| Lage                 | Objekt | Akten-Nr.     | Bild           |
| -------------------- | --- | ------------- | -------------- |
| Gnotzheim (Standort) | Grabhügelfeld vorgeschichtlicher Zeitstellung. | D-5-6930-0092 |                |
| Gnotzheim (Standort) | Römisches Kastell Mediana mit Vicus, Siedlung der Völkerwanderungszeit und Reihengräberfeld des frühen Mittelalters.                                                 | D-5-6930-0095 | weitere Bilder |
| Gnotzheim (Standort) | Bestattungsplatz der römischen Kaiserzeit mit Brandgräbern. | D-5-6930-0097 |                |
| Gnotzheim (Standort) | Römische villa rustica. | D-5-6930-0098 |                |
| Gnotzheim (Standort) | Siedlung der römischen Kaiserzeit. | D-5-6930-0100 |                |
| Gnotzheim (Standort) | Mittelalterlicher Turmhügel und untertägige Bestandteile von Burg Spielberg.                                                                                         | D-5-6930-0109 |                |
| Gnotzheim (Standort) | Siedlung vor- und frühgeschichtlicher Zeitstellung. | D-5-6930-0112 |                |
| Gnotzheim (Standort) | Wüstung des späten Mittelalters. | D-5-6930-0196 |                |
| Gnotzheim (Standort) | Mittelalterliche und frühneuzeitliche Befunde im Bereich der katholischen Kirche St. Georg in Grotzheim und ihrer Vorgängerbauten.                                   | D-5-6930-0213 |                |
| Gnotzheim (Standort) | Mittelalterliche und frühneuzeitliche Befunde im Bereich der katholischen Pfarrkirche St. Michael in Gnotzheim und ihrer Vorgängerbauten mit aufgelassenem Friedhof. | D-5-6930-0214 |                |